# Alternativa Española
Alternative espagnole (en espagnol : Alternativa Española, abrégé en AES) est un parti conservateur espagnol fondé en 2003.

## Historique
Le parti a été fondé en 2003 sur les bases de l'ancienne Fuerza Nueva (Force nouvelle). Il prend la dénomination d'Alternativa Española en 2004 (initialement Alternativa Nacional).
En 2006, le quotidien conservateur espagnol ABC avait émis la possibilité d'une coalition entre AES, la Phalange (héritière de la Phalange espagnole) et Démocratie nationale (DN). Cette coalition n'aura cependant pas lieu.
En 2007, son président est Rafaél López-Diéguez Gamoneda.

### Élections européennes de 2019 en Espagne
ADÑ–Identité espagnole est une coalition électorale eurosceptique, formée par les partis Democracia Nacional (DN), Alternativa Española (AES), Falange Española de las JONS (1976) (FE-JONS), et FE-La Falange, et qui a annoncé en 2018 son intention de participer aux élections européennes en déposant une des listes espagnoles aux élections européennes de 2019.

## Idéologie
Classé à l'extrême droite, AES défend l'unité de l'Espagne, ses racines chrétiennes, la vie et la famille. Le parti tente de se donner l'image d'un simple parti conservateur et catholique et ne fait pas de l'immigration l'une de ses priorités.

## Résultats électoraux
Alternativa Española se présente lors des élections régionales en Catalogne en coalition avec Démocratie nationale sous la liste En avant la Catalogne. La liste obtient environ 2 500 voix (0,09 %).
Lors des élections régionales de 2007, le parti ne se présente que dans la communauté de Madrid et obtient 5 250 voix (0,18 %). 

 Résultats des élections municipales de 2007 :
| Municipalité       | Province | Voix  | %      | Conseillers municipaux |
| ------------------ | -------- | ----- | ------ | ---------------------- |
| Madrid             | Madrid   | 6 140 | 0,39 % |                        |
| Móstoles           | Madrid   | 406   | 0,41 % |                        |
| Alcobendas         | Madrid   | 128   | 0,26 % |                        |
| Arganda del Rey    | Madrid   | 62    | 0,32 % |                        |
| Boadilla del Monte | Madrid   | 119   | 0,60 % |                        |